# Bancos de dados em memória principal
Bancos de dados em memória principal (do inglês main memory databases) são sistemas computacionais de gerência de bancos de dados onde toda a massa de dados está armazenada em memória principal, ao invés de estar em discos rígidos como ocorre na maior parte dos casos. O principal uso para tais bancos de dados são sistemas nos quais a velocidade de acesso aos dados é crítica, como por exemplo em centrais telefônicas, fato que decorre da propriedade da memória principal ser acessada mais velozmente que os discos.